# Oahulijster
De oahulijster (Myadestes woahensis) is een uitgestorven zangvogel uit de familie Turdidae (lijsters).

## Verspreiding en leefgebied
Deze soort was endemisch op Oahu, een eiland uit de Hawaï-archipel.